# 応用地理学
応用地理学（おうようちりがく、英語: applied geography）とは、社会問題、経済問題、環境問題への対応にあたり地理学的な知識や技能を応用することである。地域計画に地理学者や地理学出身者が関与することなどが具体例として挙げられる。

## 経緯
地理学の応用は古来から行われていたが、近代における応用地理学が盛んになったのは、特に第二次世界大戦後である。

### ヨーロッパ
ヨーロッパでは1960年代以降、応用地理学の制度化が進行していった。1960年には、国際地理学会議での応用地理学のセクションの設置のほか、応用地理学の書籍の刊行が行われた。その後、1964年の国際地理学会議では応用地理学の委員会が設置されるようになった。
1981年に学術専門雑誌「Applied Geography」が創刊された。

### アメリカ合衆国
一方アメリカ合衆国では1970年頃から応用地理学への関心が高まっていった。その背景として、計量地理学は現実社会との関連性が弱いとの批判への対応、大学の教員ポストの減少に伴う地理学出身者の実務職就職口確保のための対応が挙げられる。
1980年代になると、アメリカ地理学会での応用地理学専門グループの設置、アンダーソン・メダルの新設、「Geographical Review」でのApplied Geography Sectionの追加などがなされ、アメリカ合衆国でも応用地理学の地位の確立が進行した。

### 日本
日本でも1940年頃から人口問題や国土計画などの研究が行われていた。
1960年代のヨーロッパでの動向は日本にも影響を与え、日本でも応用地理学の研究や図書刊行などが盛んになっていった。